# Cacomantis sepulcralis
Il cuculo indonesiano (Cacomantis sepulcralis Müller, 1843) è un uccello della famiglia Cuculidae.

## Distribuzione e habitat
Questo uccello vive nell'Asia insulare e peninsulare sudorientale, dalla Thailandia e dalla Malaysia fino all'Indonesia e le Filippine.

## Tassonomia
Sono note 3 sottospecie:
- Cacomantis sepulcralis sepulcralis (Müller, S, 1843)
- Cacomantis sepulcralis everetti Hartert, 1925
- Cacomantis sepulcralis virescens (Brüggemann, 1876)